# P. Mobil
I P. Mobil sono un gruppo musicale rock ungherese, che a cavallo degli anni settanta e ottanta divennero uno dei nomi di punta della popular music del territorio natio.

## Membri
Formazione attuale:
- Schuster Lóránt – leader (membro fondatore)
- Baranyi László – voce, chitarra (dal 2008)
- Sárvári Vilmos – chitarra (dal 1980)
- Tarnai Dániel – voce, basso elettrico (dal dicembre 2009)
- Szabó Péter – tastiere (da luglio 2013)
- Gulyás Máté – batteria, percussioni (da gennaio 2022)

Formazione classica: (1977–79)
- Schuster Lóránt – leader
- Vikidál Gyula – voce
- Bencsik Sándor  "Samu" – chitarra
- Kékesi „Bajnok” László – voce, basso elettrico
- Cserháti István "Pityi" – tastiere
- Pálmai Zoltán – bastteria, percussioni (fino ad inizio 1978, sostituito da Mareczky István "Totó")

Formazione per i primi album in studio: (1980–83)
- Schuster Lóránt – leader
- Tunyogi Péter – voce
- Sárvári Vilmos – chitarra
- Kékesi „Bajnok” László – voce, basso elettrico
- Zeffer András "Zefi" – tastiere
- Mareczky István  "Totó" – batteria, percussioni

Formazione degli anni 2000: (2001–2007)
- Schuster Lóránt – leader
- Rudán Joe – voce
- Sárvári Vilmos – chitarra
- Póka Egon – basso elettrico
- ifj. Tornóczky Ferenc – chitarra
- Németh Gábor – batteria, percussioni

Formazione più longeva: (2013–2019)
- Schuster Lóránt – leader
- Baranyi László – voce, chitarra
- Sárvári Vilmos – chitarra
- Tarnai Dániel – voce, basso elettrico
- Szabó Péter – tastiere
- Szebelédi Zsolt – voce, chitarra, batteria, percussioni

## Discografia

### Album in studio
- 1981 – Mobilizmo
- 1983 – Heavy Medal
- 1984 – Honfoglalás
- 1994 – Ez az élet, Babolcsai néni!
- 1995 – Honfoglalás (versione sinfonica)
- 1996 – Honfoglalás '96 (versione rock)
- 1998 – Kutyából szalonna
- 1998 – Az „első” nagylemez '78
- 1999 – Színe-java 1. – Színe
- 2009 – Mobileum
- 2014 − Farkasok Völgye – Kárpát-medence
- 2017 – Csoda történt!
- 2018 – Veletek
- 2019 – És?
- 2022 – Nyugodjál meg

### Singoli
- 1978 – Kétforintos dal / Menj tovább
- 1979 – Forma I. / Utolsó cigaretta
- 1980 – Miskolc / Csizma az asztalon

### Raccolte
- 2015 – P. Mobil - 1976–1979 - Nagy P. sorozat (Vikidál évek)
- 2016 – P. Mobil - 1979–1996 - Nagy P. sorozat (Tunyogi évek)
- 2016 – P. Mobil - 1997–2007 - Nagy P. sorozat (Rudán évek)
- 2017 – P. Mobil - 2008–2017 - Nagy P. sorozat (Baranyi évek)

### Partecipazioni in altri album
1995 – A zöld, a bíbor és a fekete (album commemorativo per Bencsik Sándor)